# 敘利亞-瑪拉巴禮天主教巴爾卡德教區
敘利亞-瑪拉巴禮天主教巴爾卡德教區（拉丁語：Eparchia Palghatensis）是東儀天主教的一個教區（敘利亞－瑪拉巴禮），位於印度喀拉拉邦東部巴爾卡德縣，受德里久爾總教區管轄。
教區於1974年6月27日成立，2009年時有教友67,996名（佔轄區總人口百分之9.6），由192名司鐸名管理九十三個堂區。現任主教為雅各伯·馬納托達特，輔理主教為伯多祿·科丘普魯克爾。